# Karatsjaj-Tsjerkessische Autonome Socialistische Sovjetrepubliek
De Karatsjaj-Tsjerkessische Autonome Socialistische Sovjetrepubliek (Russisch: Карачаево-Черкесская Автономная Социалистическая Советская Республика) of Karatsjaj-Tsjerkessische ASSR (Russisch: Карачаево-Черкесская АССР) was een autonome socialistische sovjetrepubliek van de Sovjet-Unie. De Karatsjaj-Tsjerkessische Autonome Socialistische Sovjetrepubliek ontstond op 3 juli 1991 uit de Karatsjaj-Tsjerkessische Autonome Oblast. In 1992 ging het gebied van de Karatsjaj-Tsjerkessische Autonome Socialistische Sovjetrepubliek op in de autonome republiek Karatsjaj-Tsjerkessië.